# Good Neighbor Policy

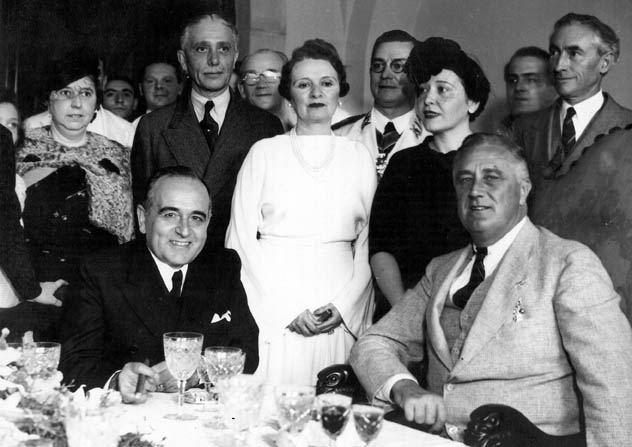
Brasilianischer Diktator Getúlio Vargas (links) und US-Präsident Franklin D. Roosevelt (rechts), 1936

Die Good Neighbor Policy (deutsch Politik der guten Nachbarschaft) war unter Franklin D. Roosevelt eine bis etwa 1937/1938 betriebene Form der Außenpolitik der USA gegenüber den lateinamerikanischen Staaten, die sich durch Respekt gegenüber diesen Staaten und einen Verzicht auf dortige militärische Interventionen auszeichnete.
Der Einfluss in Lateinamerika sollte durch andere Methoden bewahrt werden. In diesem Zusammenhang sind das US-amerikanische Engagement um den Panamerikanismus, die Unterstützung bestimmter lateinamerikanischer Regime und der verstärkte kulturelle und wirtschaftliche Kontakt zu sehen. Ferner zielte die US-amerikanische Regierung auf eine Unterstützung der südamerikanischen Regierungen ab, die ebenfalls von der 1929 ausgebrochenen Großen Depression betroffen waren.

## Hintergrund
Schon seit der Verkündung der Monroe-Doktrin 1823 behielten sich die USA das Recht vor, jeden Versuch der Einflussnahme europäischer Staaten in Lateinamerika zu unterbinden. „Amerika den Amerikanern“ war die Doktrin der amerikanischen Außenpolitik. In den folgenden Jahrzehnten erhielt die Monroe-Doktrin eine ständige Erweiterung.
Lateinamerika entwickelte sich zunehmend zum Hinterhof der Vereinigten Staaten, in dem diese, wenn sie ihre politischen oder wirtschaftlichen Interessen bedroht sahen, militärisch intervenierten (auch durch eine Kanonenbootpolitik). Schließlich wurde diese Erweiterung der Monroe-Doktrin 1904 in der Roosevelt-Corollary verkündet. Die USA beanspruchten eine Polizeigewalt in der westlichen Hemisphäre und führte eine Reihe von Interventionen durch, die als „Bananenkriege“ bezeichnet wurden.
Nach dem Eintritt der USA in den Ersten Weltkrieg und dem anschließenden Rückzug in den Isolationismus änderte sich nichts an dieser Doktrin. Die ersten beiden republikanischen Präsidenten nach dem Ersten Weltkrieg Harding und Coolidge interessierten sich im Gegenteil kaum für Außenpolitik. Erst durch Präsident Herbert Hoover erhielt die Außenpolitik gegenüber Lateinamerika neue Züge. In seiner Inauguralrede im März 1929 proklamierte er eine Politik der Nicht-Intervention in Lateinamerika. Beispielsweise verließen während seiner Präsidentschaft US-Marinesoldaten Nicaragua und ihr Abzug aus Haiti wurde angekündigt. Zudem vermittelte das amerikanische Außenministerium erfolgreich zwischen Peru und Chile sowie zwischen Peru und Kolumbien.

## Verkündung der Good Neighbor Policy
In seiner Inauguralrede am 4. März 1933 verkündete Franklin D. Roosevelt die Good Neighbor Policy. Die Streitkräfte wurden aus Haiti abgezogen, auf der 7. Internationalen Konferenz Amerikanischer Staaten wurde die Konvention von Montevideo unterzeichnet und das Platt Amendment, welches den USA als Ergänzung zum amerikanisch-kubanischen Vertrag von 1903 ein Interventionsrecht auf Kuba einräumte, wurde aufgegeben. 1936 nahm Roosevelt als erster Präsident der USA an einem inneramerikanischen Gipfel teil und 1938 erhielt Mexiko das Recht der Ölexploration im eigenen Land.
Außerdem sollte angesichts der japanischen Expansion in Ostasien und des sich abzeichnenden deutschen Expansionismus ein Ring aus loyalen Staaten um die USA geschaffen werden. Früher als in der amerikanischen Öffentlichkeit wurde im Weißen Haus Hitlers Systematik verfolgt. Nach dem Zweiten Weltkrieg wurde die Good Neighbor Policy sukzessive zugunsten einer verstärkten ökonomischen Einflussnahme erodiert.